# Winnie Nanyondo
Winnie Nanyondo (Mulago, 23 agosto 1993) è una mezzofondista ugandese.

## Record nazionali
Senior
- 1000 m piani indoor: 2'37"80 ( Liévin, 10 febbraio 2019)
- 1500 m piani: 3'59"56 ( Rabat, 16 giugno 2019)
- Miglio: 4'18"65 ( Monaco, 12 luglio 2019)
- Miglio indoor: 4'29"40 ( Birmingham, 16 febbraio 2019)

## Progressione

### 1500 metri piani
| Stagione | Misura     | Luogo          | Data      | Rank. Mond. |
| -------- | ---------- | -------------- | --------- | ----------- |
| 2024     | 4'06"09    | Xiamen         | 20-4-2024 |             |
| 2023     | 4'01"96    | Székesfehérvár | 18-7-2023 |             |
| 2022     | 3'59"91    | Bruxelles      | 2-9-2022  |             |
| 2021     | 3'59"80    | Tokyo          | 6-8-2021  |             |
| 2020     | 4'06"13(i) | Düsseldorf     | 4-2-2020  |             |
| 2019     | 3'59"56    | Rabat          | 16-6-2019 |             |
| 2018     | 4'06"05    | Gold Coast     | 10-4-2018 |             |
| 2017     | 4'07"93    | Berlino        | 27-8-2017 |             |
| 2015     | 4'17"13    | Kawasaki       | 10-5-2015 |             |
| 2014     | 4'20"40    | Nijmegen       | 11-6-2014 |             |
| 2013     | 4'28"77    | Kazan'         | 10-7-2013 |             |
| 2012     | 4'22"62    | Kampala        | 2-6-2012  |             |

## Palmarès
| Anno                           | Manifestazione           | Sede           | Evento          | Risultato  | Prestazione | Note                                     |
| ------------------------------ | ------------------------ | -------------- | --------------- | ---------- | ----------- | ---------------------------------------- |
| In rappresentanza dell' Uganda |                          |                |                 |            |             |                                          |
| 2012                           | Mondiali U20             | Barcellona     | 800 m piani     | 8ª         | 2'07"23     |                                          |
| 2012                           | Mondiali U20             | Barcellona     | 1500 m piani    | Batteria   | dns         |                                          |
| 2013                           | Universiade              | Kazan'         | 800 m piani     | Semifinale | 2'02"96     |                                          |
| 2013                           | Universiade              | Kazan'         | 1500 m piani    | Batteria   | 4'28"77     |                                          |
| 2014                           | Giochi del Commonwealth  | Glasgow        | 400 m           | Bronzo     | 2'01"38     |                                          |
| 2015                           | Giochi panafricani       | Brazzaville    | 800 m piani     | 7ª         | 2'04"53     | [ 1 ]                                    |
| 2016                           | Olimpiade                | Rio de Janeiro | 800 m piani     | Batteria   | 2'02"77     | Miglior prestazione personale stagionale |
| 2017                           | Mondiali cross           | Kampala        | Staffetta mista | dq         | dq          |                                          |
| 2017                           | Mondiali                 | Londra         | 800 m piani     | Batteria   | 2'02"65     |                                          |
| 2018                           | Giochi del Commonwealth  | Gold Coast     | 800 m piani     | 4ª         | 2'00"36     | [ 2 ]                                    |
| 2018                           | Giochi del Commonwealth  | Gold Coast     | 1500 m piani    | 10ª        | 4'06"05     | [ 3 ]                                    |
| 2018                           | Campionati africani      | Asaba          | 800 m piani     | 5ª         | 1'59"41     | [ 4 ]                                    |
| 2018                           | Campionati africani      | Asaba          | 1500 m piani    | 5ª         | 4'16"55     | [ 4 ]                                    |
| 2019                           | Mondiali                 | Doha           | 800 m piani     | 4ª         | 1:59.18     | [ 5 ]                                    |
| 2019                           | Mondiali                 | Doha           | 1500 m piani    | 11ª        | 4:00.63     | [ 6 ]                                    |
| 2021                           | Olimpiade                | Tokyo          | 800 m piani     | Semifinale | 1'59"84     |                                          |
| 2021                           | Olimpiade                | Tokyo          | 1500 m piani    | 7ª         | 3'59"80     |                                          |
| 2022                           | Mondiali indoor          | Belgrado       | 1500 m piani    | 4ª         | 4'04"60     | [ 7 ]                                    |
| 2022                           | Mondiali                 | Eugene         | 1500 m piani    | 8ª         | 4'01"98     | [ 8 ]                                    |
| 2022                           | Giochi del Commonwealth  | Birmingham     | 1500 m piani    | 6ª         | 4'05"68     |                                          |
| 2023                           | Mondiali                 | Budapest       | 1500 m piani    | Batteria   | 4'10"55     | [ 9 ]                                    |
| 2023                           | Mondiali corsa su strada | Riga           | Miglio          | dnf        | dnf         | [ 10 ]                                   |
| 2024                           | Olimpiade                | Parigi         | 1500 m piani    | Batteria   | 4'07"06     |                                          |

## Campionati nazionali
- 2 volte campionessa nazionale ugandese della staffetta 4x400 m (2016, 2023, 2024)
- 1 volta campionessa nazionale ugandese dei 400 metri piani (2014)

2014
- Oro ai campionati ugandesi (Kampala), 400 m piani - 53"72
- Oro ai campionati ugandesi (Kampala), staffetta 4x400 m - 3'43"28

2019
- Oro ai campionati ugandesi (Kampala), staffetta 4x400 m - 3'44"44

## Altre competizioni internazionali
2014
- Bronzo all'Herculis ( Monaco), 800 m piani - 1'58"63
- 10ª al Memorial Van Damme ( Bruxelles), 800 m piani - 2'03"92

2015
- 10ª al Shanghai Golden Grand Prix ( Shanghai), 800 m piani - 2'08"48

2019
- Argento ai Müller Indoor Grand Prix ( Birmingham), Miglio - 4'29"40
- Bronzo al Shanghai Golden Grand Prix ( Shanghai), 1500 m piani - 4'01"39
- 4ª al Nanjing World Challenge ( Nanchino), 1500 m piani - 4'01"49
- 6ª al Meeting international Mohammed VI d'athlétisme de Rabat ( Rabat), 1500 m piani - 3'59"56
- 7ª all'Herculis ( Monaco), Miglio - 4'18"65
- 4ª ai London Anniversary Games ( Londra), 1500 m piani - 4'00"40
- Bronzo al Meeting de Paris ( Parigi), 800 m piani - 1'58"83
- 5ª al Weltklasse Zürich ( Zurigo), 1500 m piani - 4'03"08
- Bronzo al Memorial Van Damme ( Bruxelles), 800 m piani - 2'00"69

2020
- Argento ai Indoor Meeting - Karlsruhe ( Karlsruhe), 1500 m piani - 4'08"06
- Bronzo ai 15. International PSD Bank Meeting ( Düsseldorf), 1500 m piani - 4'06"13

2021
- Argento ai Indoor Meeting - Karlsruhe ( Karlsruhe), 1500 m piani - 4'12"36
- 7ª al British Grand Prix ( Gateshead), 1500 m piani - 4'10"50
- 6ª al Doha Diamond League ( Doha), 800 m piani - 2'01"76
- 5ª al Golden Gala Pietro Mennea ( Firenze), 1500 m piani - 4'00"84
- 4ª all'Herculis ( Monaco), 1500 m piani - 4'01"18
- 5ª al British Grand Prix ( Gateshead), Miglio - 4'10"50
- 4ª al Prefontaine Classic ( Eugene), 1500 m piani - 4'00"72
- 8ª al Memorial Van Damme ( Bruxelles), Miglio - 4'23"09
- 8ª al Weltklasse Zürich ( Zurigo), Miglio - 4'04"80

2022
- 13ª al Doha Diamond League ( Doha), 3000 m piani - 8'52"30
- 8ª al Prefontaine Classic ( Eugene), 1500 m piani - 4'00"25
- 7ª al Meeting international Mohammed VI d'athlétisme de Rabat ( Rabat), 1500 m piani - 4'02"74
- 9ª al Golden Gala Pietro Mennea ( Roma), 1500 m piani - 4'06"17
- 6ª all'Herculis ( Monaco), 1500 m piani - 4'00"81
- 7ª al Memorial Van Damme ( Bruxelles), 1500 m piani - 3'59"91

2023
- 10ª al Meeting international Mohammed VI d'athlétisme de Rabat ( Rabat), 1500 m piani - 4'08"43
- 8ª al Bislett Games ( Oslo), Miglio - 4'20"03

2024
- 13ª alla Xiamen Diamond League - ( Xiamen), 1500 m piani - 4'06"09